# 後藤卓也
後藤 卓也（ごとう たくや、1940年8月19日 - ）は、東京都出身、日本の経営者。元花王株式会社代表取締役社長、元花王株式会社取締役会長。現在は、日本マーケティング協会会長、オリンパス株式会社の社外取締役などを務める。

## 経歴
- 朝鮮咸鏡北道で生まれ、1945年に本土に引き揚げ、三鷹市で育つ。
- 三鷹市立第四小学校、三鷹市立第五小学校、三鷹市立三鷹第三中学校、東京都立立川高等学校卒業。
- 1964年 - 千葉大学工学部工業化学科卒業、花王石鹸株式会社（現：花王株式会社）入社
- 1979年 - 泰国花王実業株式会社出向、同社工場長
- 1987年 - 同社栃木工場長
- 1990年 - 同社取締役
- 1991年 - 同社常務
- 1996年 - 同社専務
- 1997年 - 同社代表取締役社長
- 2004年 - 同社取締役会長
- 2007年 - 日本マーケティング協会会長

## テレビ出演
- 日経スペシャル カンブリア宮殿 「改良で勝ち続ける ～花王が語る清潔と日本経済～」（2007年3月5日、テレビ東京）- 花王取締役会 会長として出演[3]。